# Krishnapura, Hospet
Krishnapura là một làng thuộc tehsil Hospet, huyện Bellary, bang Karnataka, Ấn Độ.